# Eusebio Unzué

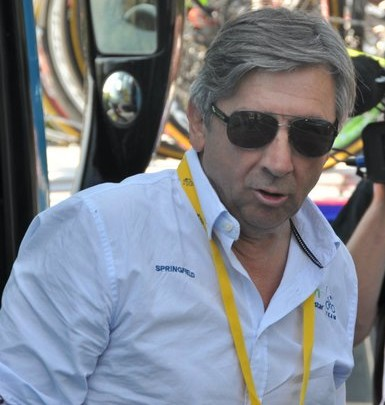
Eusebio Unzué

Eusebio Unzué Labiano (Orcoyen, Navarra, 26 de febrero de 1955) es el manager general del equipo ciclista profesional Movistar Team.
Es hermano de Juan Carlos Unzué, exfutbolista y entrenador. Son también conocidos por la empresa familiar que tienen en Orcoyen, Piensos Unzué.

## Biografía
Se inició en el mundo del ciclismo en las filas del equipo de Irurzun, el Irurtzungo Nuevo Legarra, en categoría juvenil en las temporadas 1970-72. De ahí pasó a ser el director deportivo del Reynolds amateur en 1973, en el que se mantuvo hasta al año 1984, en el que dio el salto al equipo profesional navarro.
En la actualidad su equipo, el Movistar Team, mantiene la misma estructura del antiguo equipo ciclista Banesto, que ha sufrido durante el tiempo varios cambios de denominación por la llegada de nuevos patrocinadores (iBanesto.com , Illes Balears, Caisse d'Epargne). Anteriormente el equipo Banesto era el ya citado Reynolds.
Unzué fue el director durante la época dorada de Banesto, con los cinco Tours de Francia consecutivos ganados por Miguel Induráin como máximo exponente. Otros éxitos con Unzué como director fueron los conseguidos por Perico Delgado, Abraham Olano, Chava Jiménez, Óscar Pereiro, Alejandro Valverde, Nairo Quintana y Richard Carapaz.